# موردی (جم)
موردی روستایی از توابع بخش ریز شهرستان جم استان بوشهر در جنوب ایران.
این روستا در دهستان انارستان قرار دارد و بر اساس سرشماری سال ۱۳۸۵ جمعیت آن ۳۸ نفر بوده است.